# Clay M. Greene
Clay M. Greene (12 de março de 1850 - 9 de maio de 1933) foi um dramaturgo, cineasta e ator estadunidense. Escreveu mais de 50 peças para o teatro e alguns poemas entre 1873 e 1926, muitas dessas peças encenadas na Broadway, e algumas roteirizadas para o cinema. No cinema, na era do cinema mudo, atuou, dirigiu e roteirizou mais de 50 filmes entre 1912 e 1916.

## Biografia
Greene estudou na Universidade de Santa Clara na classe de 1869.[carece de fontes?] Foi autor de mais de 50 peças teatrais e libretos para óperas. Trabalhou, algumas vezes, em conjunto com David Belasco, e entre suas peças mais conhecidas estão M'liss, Struck Oil, Blue Beard, Little Trooper e The Golden Giant.
No cinema, atuou em 7 filmes entre 1912 e 1914, dirigiu 16 entre 1915 e 1916, e escreveu 51 roteiros para o cinema entre 1913 e 1926. Sua primeira incursão no cinema foi como ator, no filme The Other Fellow, em 1912, pela Selig Polyscope Company. Seu primeiro roteiro para o cinema foi The Fiancee and the Fairy,[carece de fontes?] um curta-metragem para a Lubin Manufacturing Company, em 1913.
Em 16 de março de 1918, durante um jogo de paciência no Jonathan Club, em Los Angeles, teve problemas visuais e foi diagnosticado como tendo uma hemorragia vítrea. A cegueira causou um fim abrupto à sua carreira de escritor prolífico.
Muitas de suas peças continuaram sendo encenadas e muitas adaptadas para o cinema. Em 1919, a peça Struck Oil foi adaptado para o cinema na Austrália, por Franklyn Barrett; em 1922, a peça Pawn Ticket foi adapatada pela Fox Film.

## Vida pessoal
A primeira esposa de Clay, Alice Randolph Wheeler, morreu em 1910. Em 1911, aos 60 anos, Clay casou com Laura Hewett Robinson, escritora que já tinha três filhos, os quais, segundo o New York Times, estavam presentes na cerimônia de casamento: a atriz Helen Greene, Marion (posteriomente Bryant) e o oficial estadunidense Arthur Granville Robinson (1892-1967). Helen Greene trabalhou em vários filmes dirigidos ou roteirizados por Clay.
Clay e a esposa Laura escreveram juntos algumas peças, tais como The Desert (1910) e It is the Law (1910)

## Filmografia parcial

### Direção
- Belle of Barnegat (1915)
- Beyond All Is Love (1915)
- Her Wayward Sister (1916)
- The Uplift (1916)
- The Voice in the Night (1916)
- Oh, You Uncle! (1916)
- Hubby Puts One Over (1916)

### Roteiro
- The Fiancee and the Fairy (1913)
- The House Next Door (1914)
- The Fortune Hunter (1914)
- The Climbers (1915)
- Belle of Barnegat (1915)
- The Uplift (1916)
- The New South (1916)

### Ator
- The Other Fellow (1912)
- A Humble Hero (1912) (como Daddy Greene)
- A Motorcycle Adventure (1912)
- Getting Atmosphere (1912) (como C.E. Green)
- Her Educator (1912)
- Treasures on Earth (1914)
- Through Fire to Fortune (1914)

## Vida literária

### Peças (parcial)
- Struck Oil (1873), peça que foi reescrita e expandida por Greene  e James Cassius Williamson, baseada na peça original The Dead, or Five Years Away, vendida a eles por Sam Smith. Williamson e Greene a rebatizaram de Struck Oil.[9][10] James Cassius Williamson e a esposa Margaret Virginia Sullivan (Maggie Moore) estrearam, em 23 de fevereiro de 1873, a peça em Salt Lake City, Utah. Os Williamsons visitaram a Austrália sob contrato com George Coppin, e em 1 de agosto de 1874, Struck Oil abriu o Theatre Royal, em Melbourne; depois foi para o Queen's Theatre, em Sydney, e para Adelaide, e finalmente para Inglaterra e Estados Unidos, em 1879.[11]
- M'liss (1878, baseado em uma história de Bret Harte)[12]
- The trunk mystery; or, Crime and its consequences: a criminal complication in 3 tangles[13]
- Forgiven (1886)
- The Widder: or, A story of New England farm life in 4 chapters (1888)[14]
- Bluebeard, Jr.; or, Fatima and the fairy: a new spectacular extravaganza in four acts (1889)[15]
- The maid of Plymouth: comic opera in 2 acts[16]
- Pawn Ticket (Broadway, 1894)
- Under the Polar Star (1896)[17]
- The little trooper: [a comic opera from the French of H. Raymond and A. Mars[18]
- The Golden Giant
- A Man from the West (Broadway, 1900)
- The Silver Slipper (1902).
- Over a Welsh Rarebit (Broadway, 1903)
- For Love's Sweet Sake (Broadway, 1906)
- Nazareth: the Passion play at Santa Clara (1907)[19]
- The dispensation, and other plays (1914)[20]
- The Star of Bethlehem (1914)[20]
- Through Christmas Bells (1914)[20]
- The Awakening of Barbizon (1914)[20]
- Venetia, avenger of the Lusitania (1919)[21]
- John of Nepomuk, patron saint of Bohemia (1921)[22]

### Poesia (parcial)
- Verses of love, sentiment and friendship (1921)[23]
- A Merry Christmas 1926[24]